# John Kemp Starley

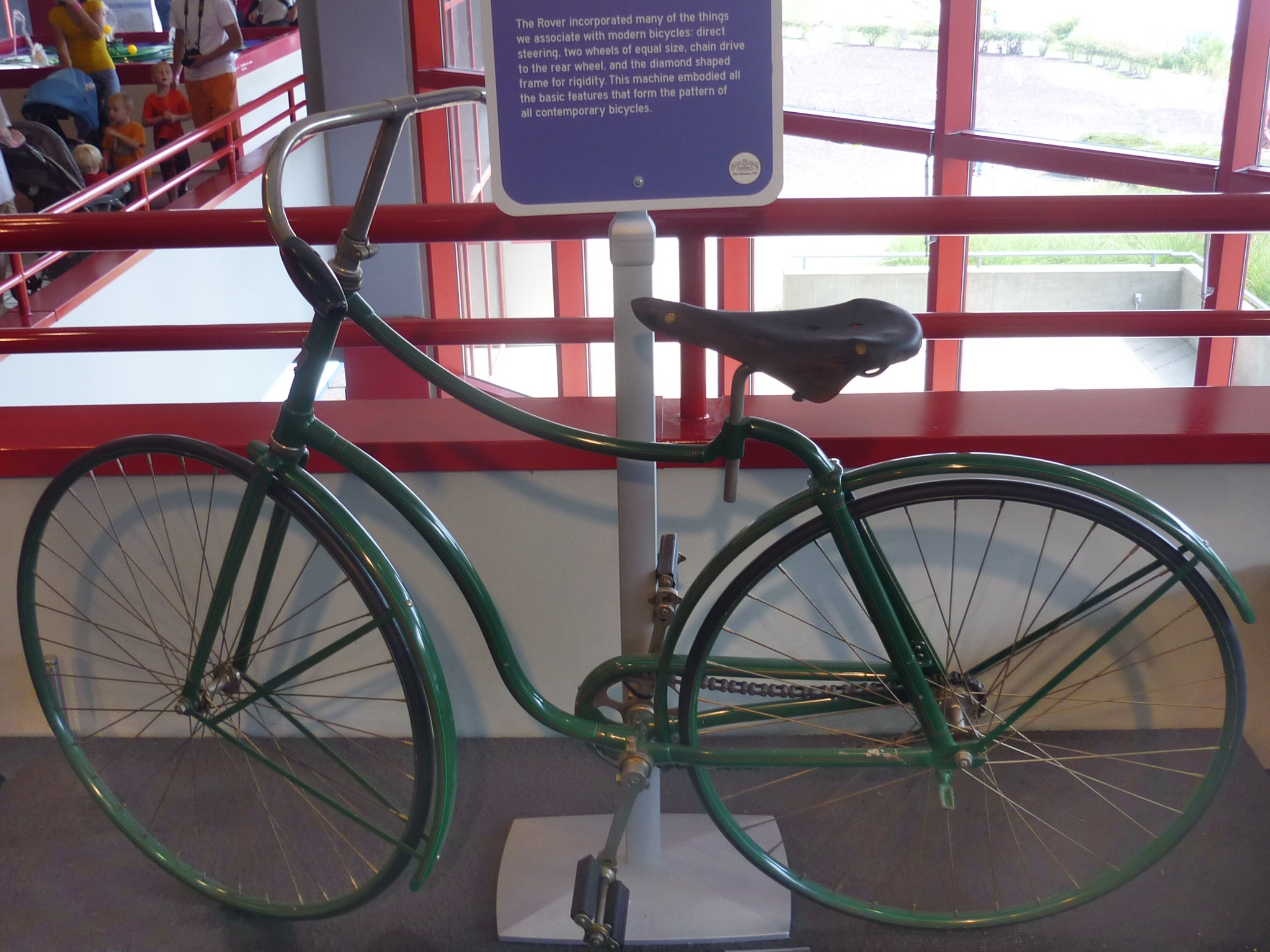
Bicykl Rover z roku 1886 vystaven v Carnegie Science Center

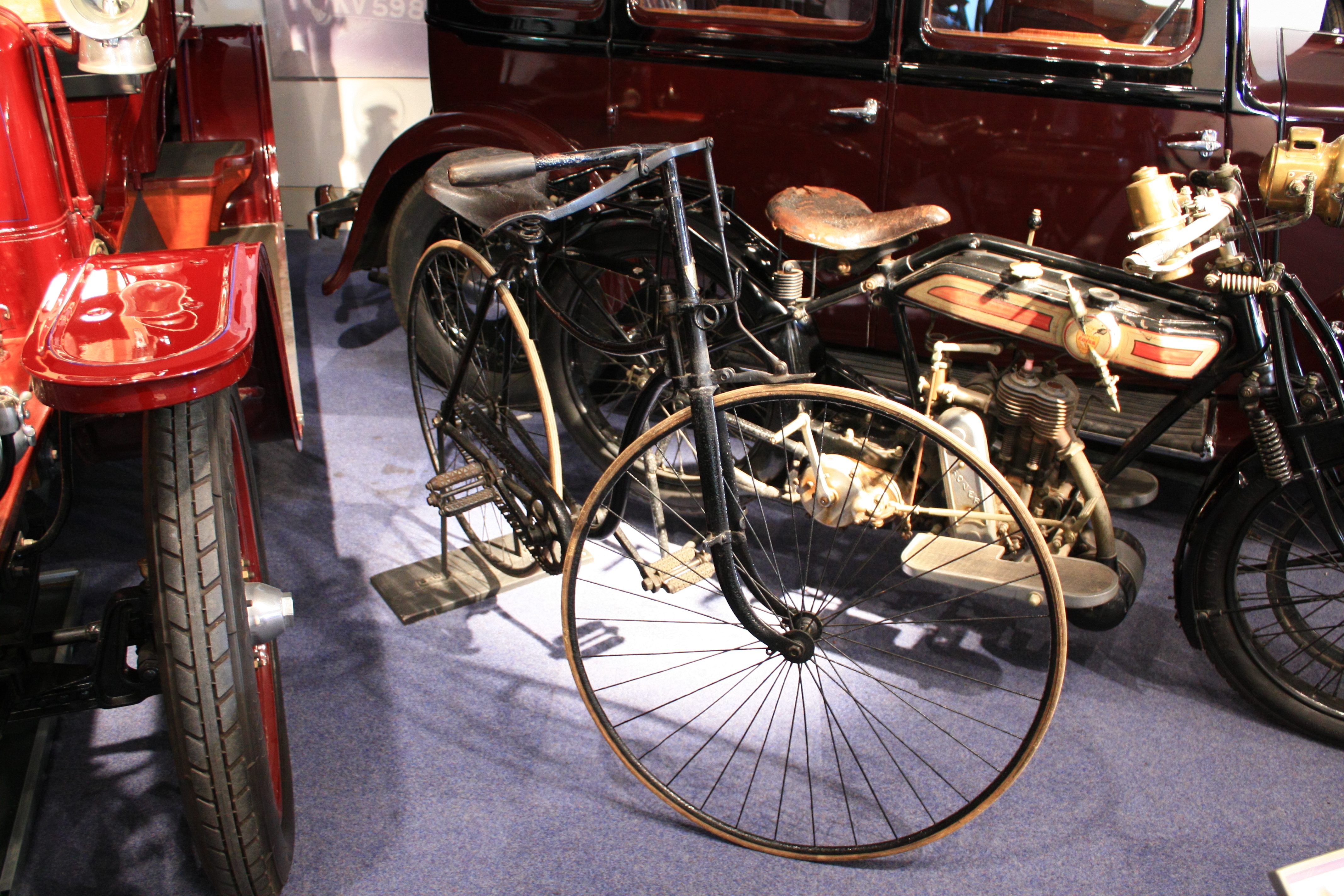
Bicykl Rover z roku 1888 vystaven v Coventry Transport Museum

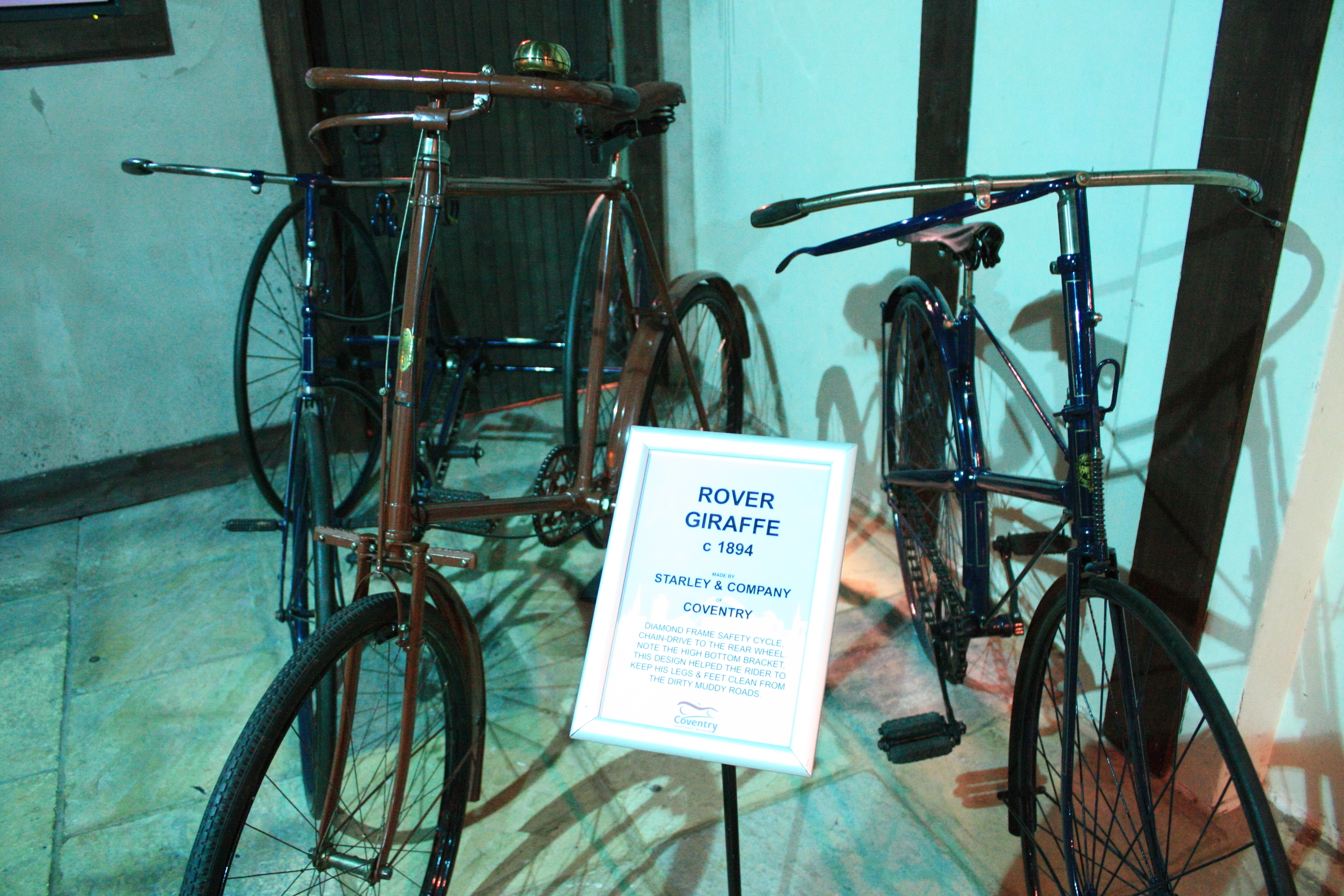
Bicykl Rover model Žirafa z roku 1894 vystaven v Coventry Transport Museum

John Kemp Starley (14. prosince 1854 – 29. října 1901) byl anglický vynálezce a průmyslník, který je všeobecně považován za vynálezce moderního jízdního kola a také původce značky britské automobilky Rover.
Starley se narodil 14. prosince 1854 na Church Hill v londýnské městské části Walthamstow v Anglii. Byl synem zahradníka Johna Starleye a Mary Ann Starleyové (rozené Cippen). V roce 1872 se přestěhoval do Coventry a zde byl zaměstnán u svého strýce, vynálezce Jamese Starleye. On a jeho strýc pak několik let společně s Williamem Hillmanem, pozdějším zakladatelem známé britské automobilky Hillman, vyráběl jízdní kola značky Ariel.
V roce 1877 založil společně s místním cyklistickým nadšencem Williamem Suttonem novou firmu jménem Starley & Sutton Co. Spolu pak vyvinuli bezpečnější a jednodušší jízdní kolo, než bylo v té době převládající tzv. vysoké kolo. Začali i s výrobou tříkolek a od roku 1883 nesli jejich výrobky značku Rover.
V roce 1885 začal Starley vyrábět první komerčně úspěšné bezpečné jízdní kolo značky Rover, čímž se zapsal do historie. Byl to bicykl s pohonem zadního kola pomocí řetězu a se dvěma stejně velkými koly s pláštěm, což dělalo toto jízdní kolo mnohem stabilnější než tomu bylo u vysokých kol. Cyklistický časopis Cycling Weekly tehdy uvedl, že Rover nastartoval nový světový trend a tento slogan byl použit v jejich reklamě po mnoho následujících let.
V roce 1889 Starley společnost přejmenoval na J. K. Starley & Co. Ltd a ke konci devadesátých let definitivně změnil název na Rover Cycle Company Ltd.
John Starley zemřel náhle 29. října 1901 a výkonným ředitelem firmy se po jeho smrti stal Harry Smyth. Již za jeho života se zabýval možností výroby motocyklů a krátce po jeho smrti společnost Rover začala motocykly a později automobily skutečně vyrábět.